# Kajberuni
Els Kajberuni van ser una dinastia de prínceps (nakharark) d'Armènia. Sembla que eren les restes territorialitzades del que quedava del poble kashka i el seu domini se situava a l'oest d'Armènia.
Al segle viii es van traslladar a Baspracània on els musulmans els van concedir l'Akhiovit, a la costa nord del llac Van, territori que havien perdut els Gnuní. A l'Akhiovit la nova dinastia li va imposar el seu propi nom i es va dir el Kajberuniq. Van subsistir com a vassalls dels Arzerunis fins a la meitat del segle ix.